# Einbaum von Hasholme

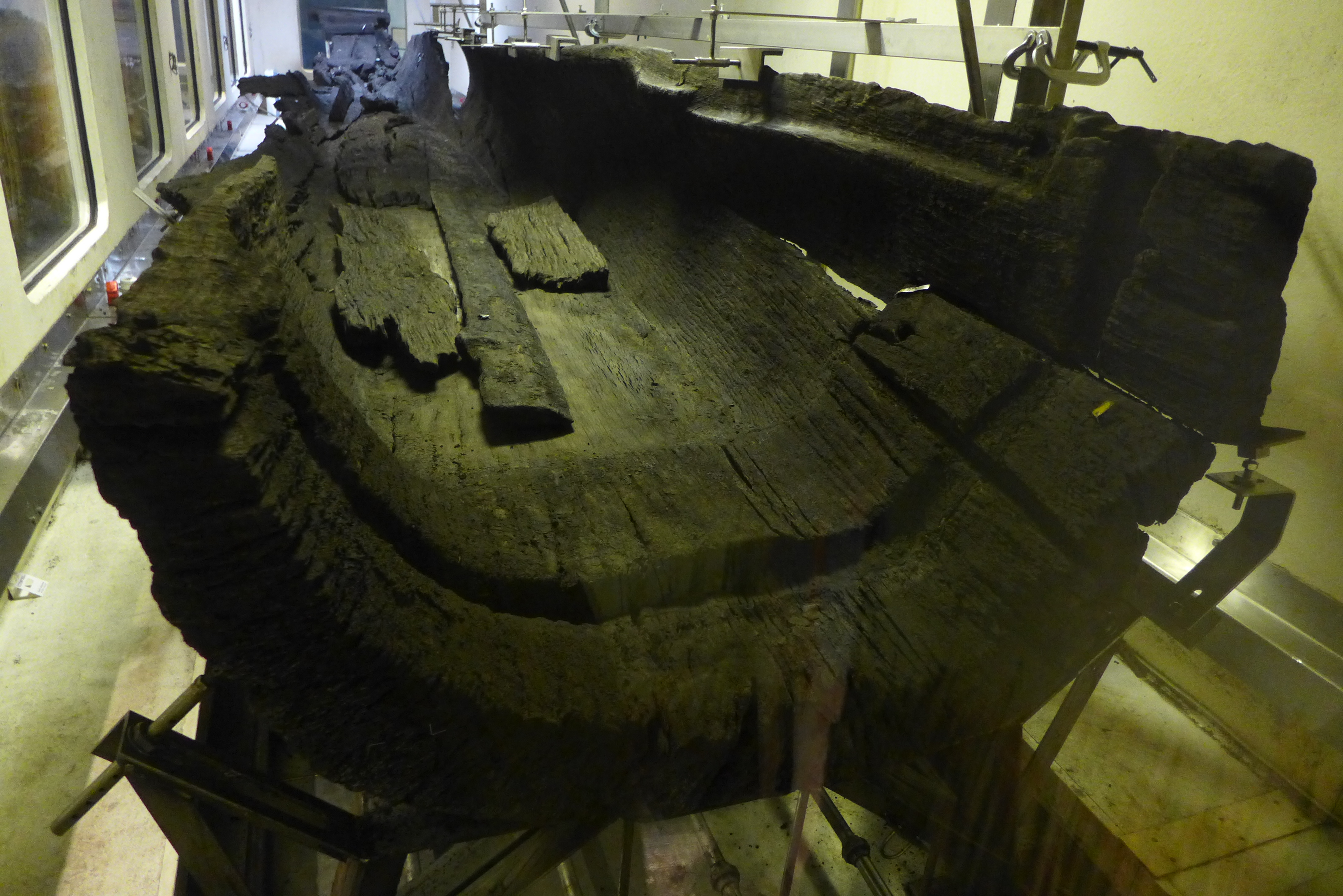
Heck des Einbaums

Der Einbaum von Hasholme (englisch Hasholme logboat) aus der jüngeren Eisenzeit wurde 1984 in Hasholme in Holme-on-Spalding-Moor im East Riding of Yorkshire in England entdeckt. Er wird im Hull and East Riding Museum in Hull ausgestellt.

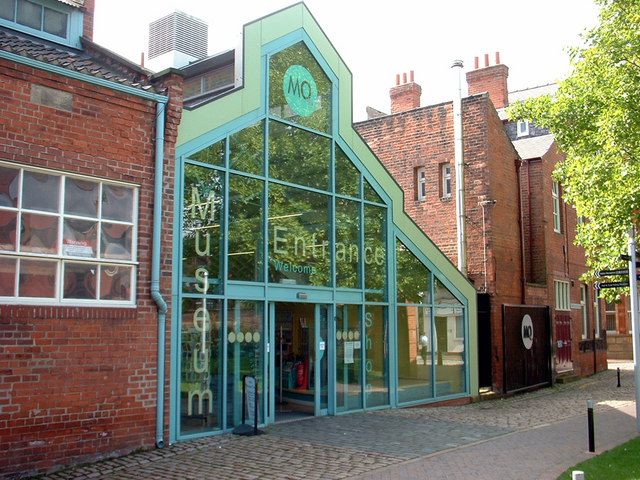
Hull and East Riding Museum

Der Einbaum befand sich in meist wasserreichen Lehm-, Schluff- und Sandablagerungen, was seine Erhaltung begünstigte. Er wurde am nördlichen Ufer des River Foulness gefunden und ausgegraben. 

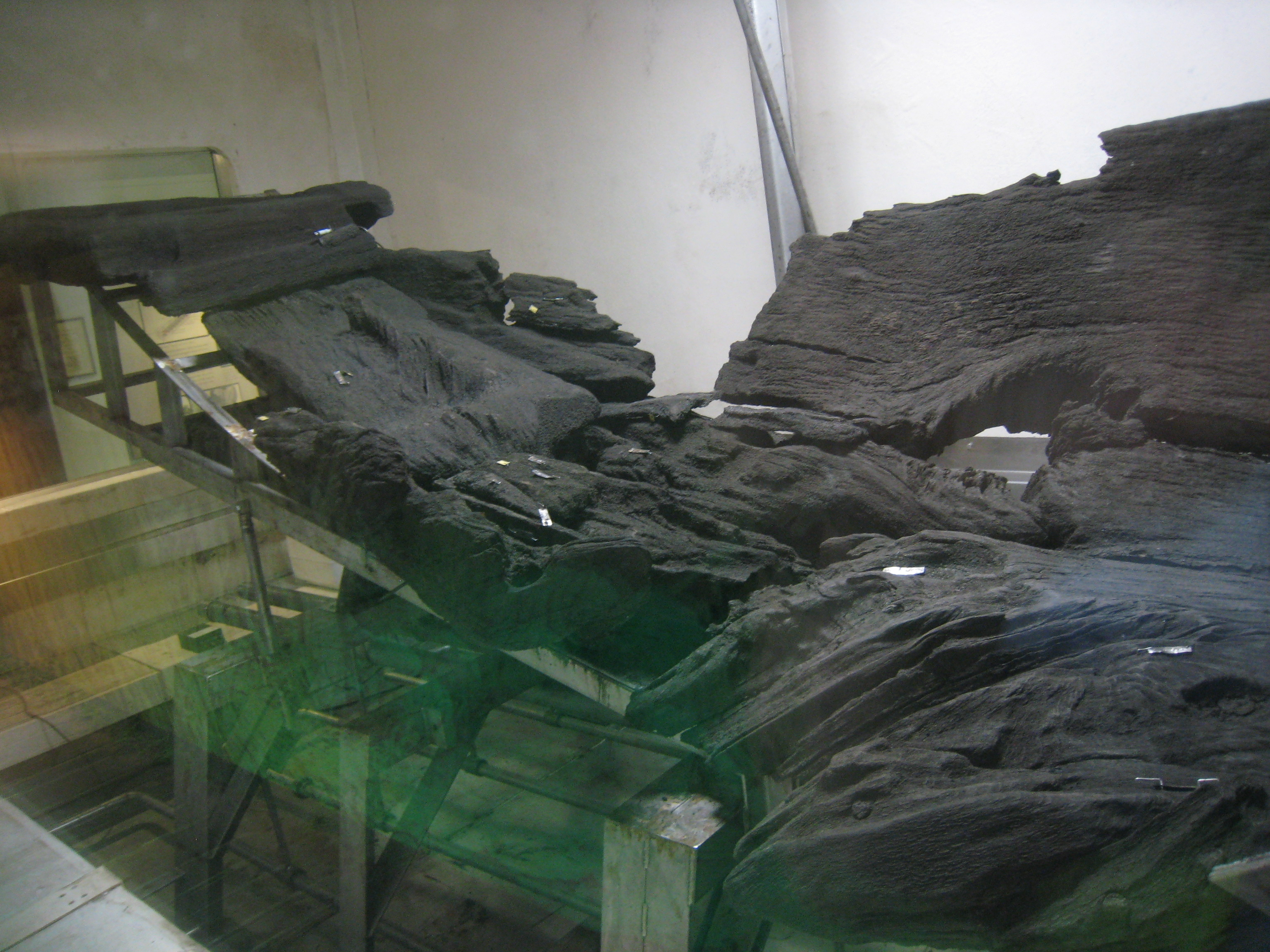
Bug des Einbaums 2018

Abgesehen von dem Boot erbrachten die Ausgrabungen, mit Ausnahme einer Keramikscherbe, keine größeren Artefakte. Eine Rekonstruktion der umgebenden Landschaft ergab, dass sie von Eichen-, Birken- und Erlenwäldern mit einigen Wiesen und Sümpfen sowie vielen Flüssen und Totarmen (englisch oxbow lakes) dominiert wurde.
Der Einbaum bestand aus einer riesigen Eiche. Die Länge des Bootes beträgt 12,87 m, die maximale Breite 1,4 m und die maximale Höhe 1,25 m. Der Stamm, aus dem das Boot hergestellt wurde, war etwa 14 m lang, das Gewicht könnte bei 28,5 Tonnen gelegen haben.
Das Dendrodatum für den Einbaum liegt zwischen 322 und 277 v. Chr.
In der Nähe wurden die bronzezeitlichen Ferriby-Boote gefunden.